# Reserva Natural de Niinsoni
A Reserva Natural de Niinsoni é uma reserva natural localizada no condado de Harju, na Estónia.
A área da reserva natural é de 111 hectares.
A área protegida foi fundada em 2000 para proteger tipos de habitat valiosos e espécies ameaçadas na freguesia de Anija.